# Sutura sagital
La sutura sagital o interparietal conecta los dos huesos parietales del cráneo. Su nombre se debe a que tiene forma de flecha (sagitta en latín), siendo la parte de atrás de la flecha la sutura lambdoidea.
En la sutura sagital se encuentran dos puntos: el bregma, y el vertex craneal. El bregma es la intersección de la sutura sagital y la sutura coronal. El vertex es el punto más alto de la cabeza ósea y suele estar en el punto medio de la sutura sagital.
En el momento de nacer, los huesos del cráneo no están unidos. Si ciertos huesos del cráneo crecen demasiado rápido puede ocurrir una craneosinostosis (cierre prematuro de las suturas). Esto puede dar lugar a deformidades en el cráneo. La deformación craneal causada por el cierre prematuro de la sutura sagital se denomina escafocefalia y da lugar a una cabeza larga y estrecha en forma de cuña.

## Imágenes adicionales

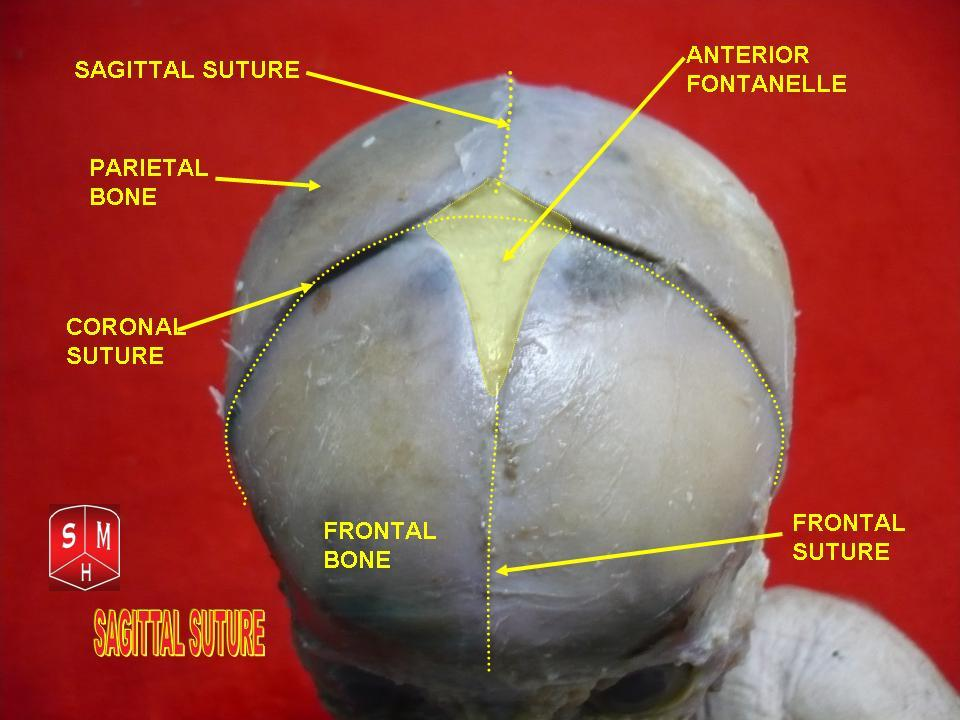
Sutura sagital.
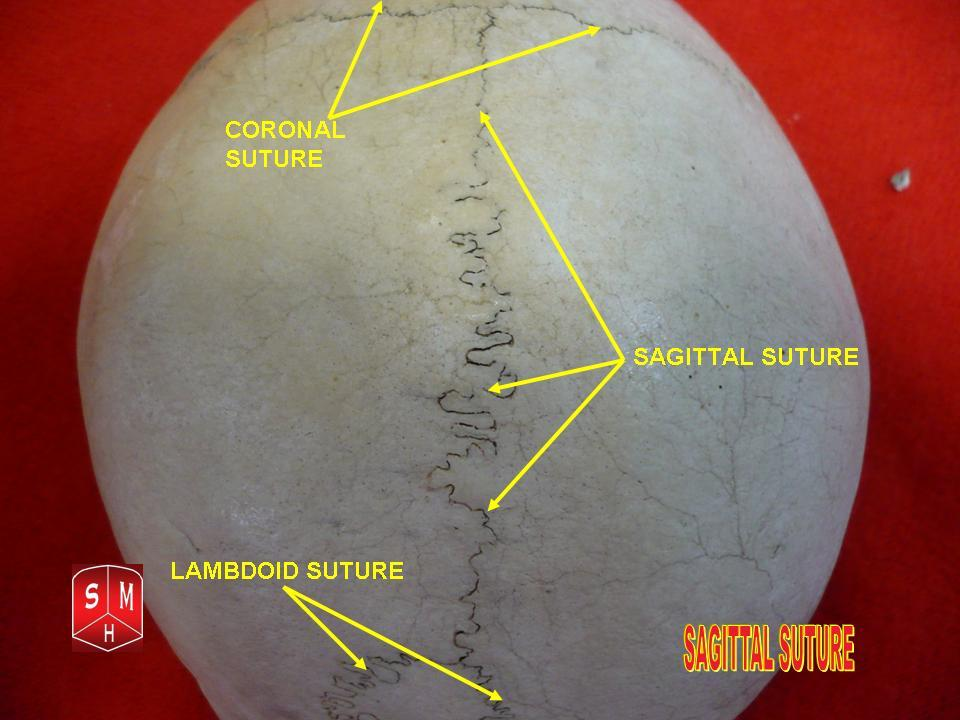
Sutura sagital.
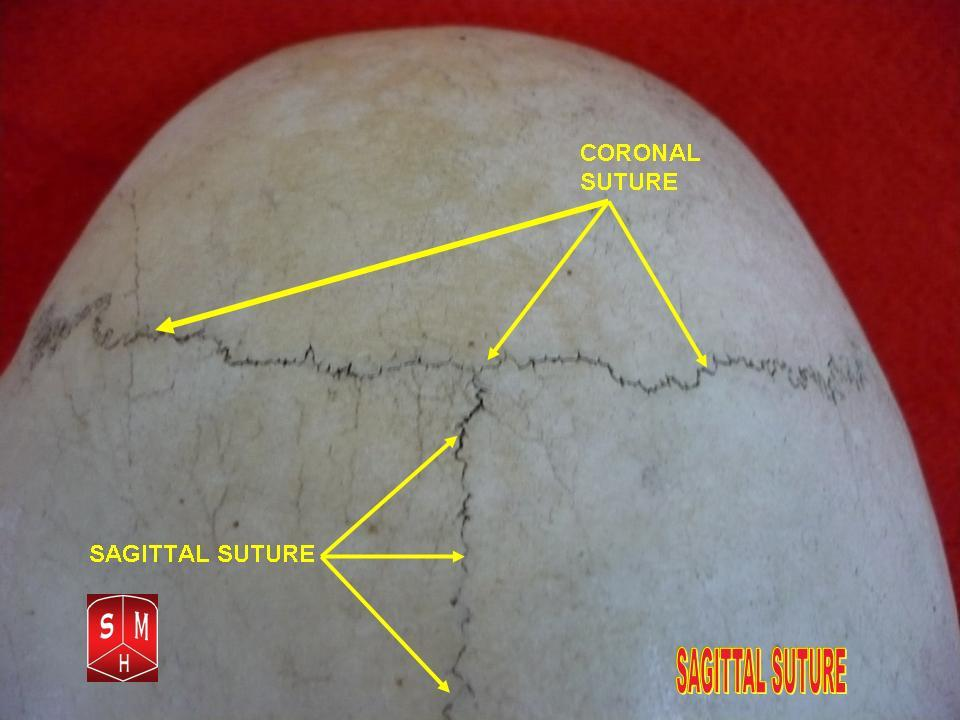
Sutura sagital.